# Крайні точки Молдови
Це список крайніх точок Молдови за координатами.

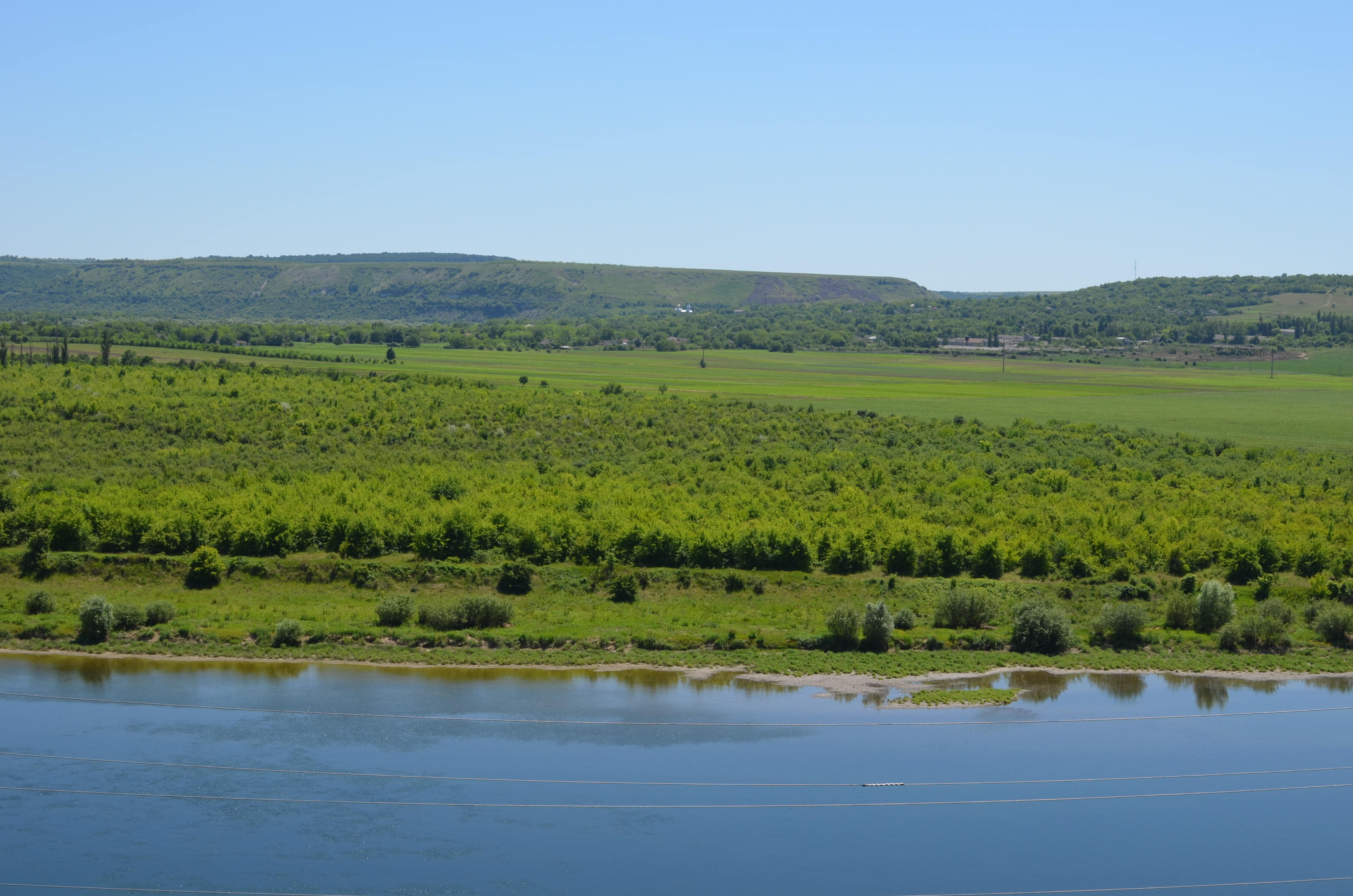
Наславча

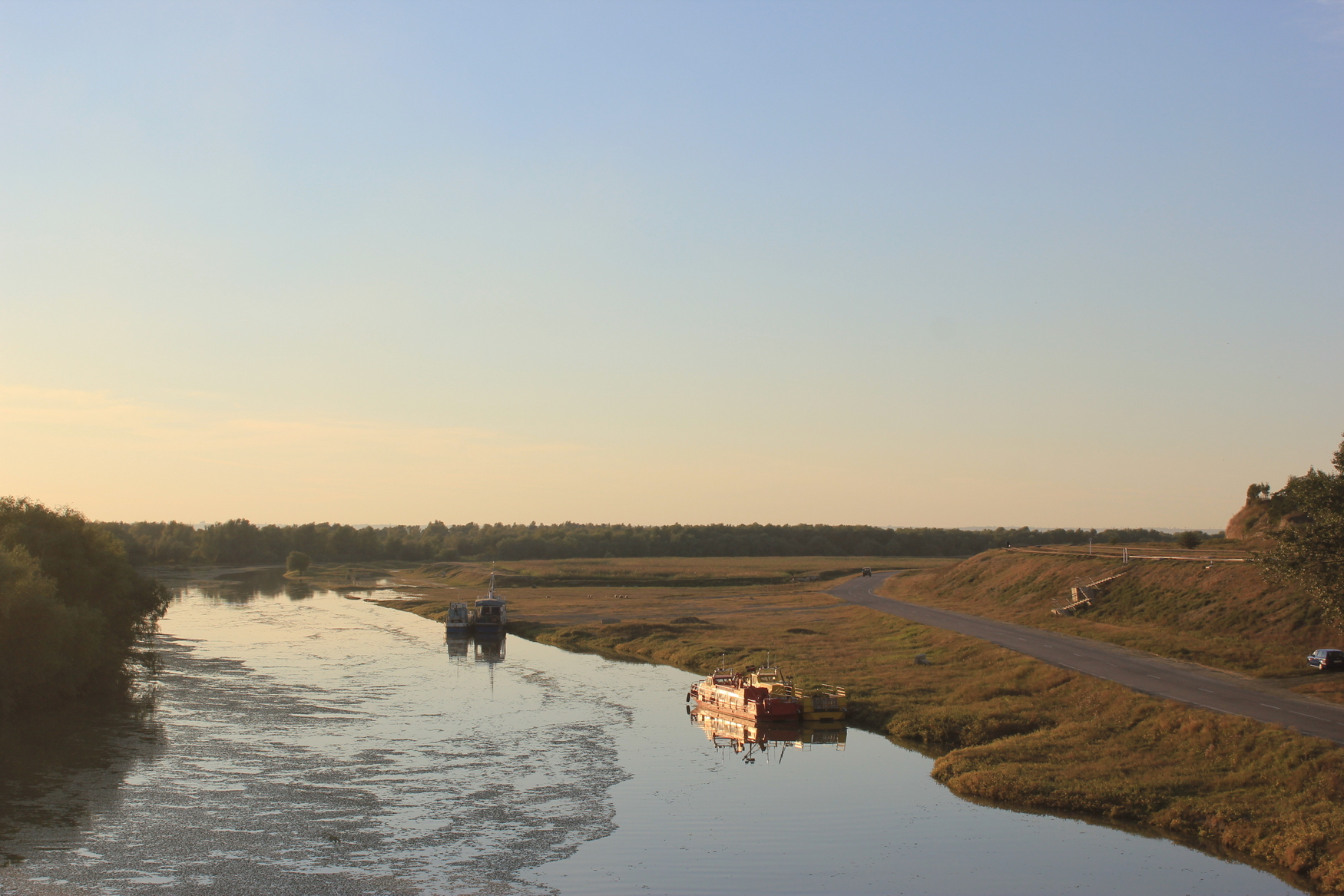
Джурджулешти

## Крайні точки
- Північна точка — село Наславча, Окницький район (кордон з Україною — Нагоряни (Могилів-Подільський район))
(48°28′ пн. ш. 27°35′ сх. д. / 48.467° пн. ш. 27.583° сх. д.)
- Південна точка — село Джурджулешти, Кагульский район (кордон з Румунією — Галац, та Україною — Рені)
(45°29′ пн. ш. 28°12′ сх. д. / 45.483° пн. ш. 28.200° сх. д.)
- Західна точка — село Крива, Бричанський район (кордон з Румунією — Пелтініш (комуна, Ботошань), та Україною — Новоселицький район)
(48°16′ пн. ш. 26°40′ сх. д. / 48.267° пн. ш. 26.667° сх. д.)
- Східна точка — село Паланка, Штефан-Водський район (кордон з Україною — Удобне)
(46°24′ пн. ш. 30°06′ сх. д. / 46.400° пн. ш. 30.100° сх. д.)

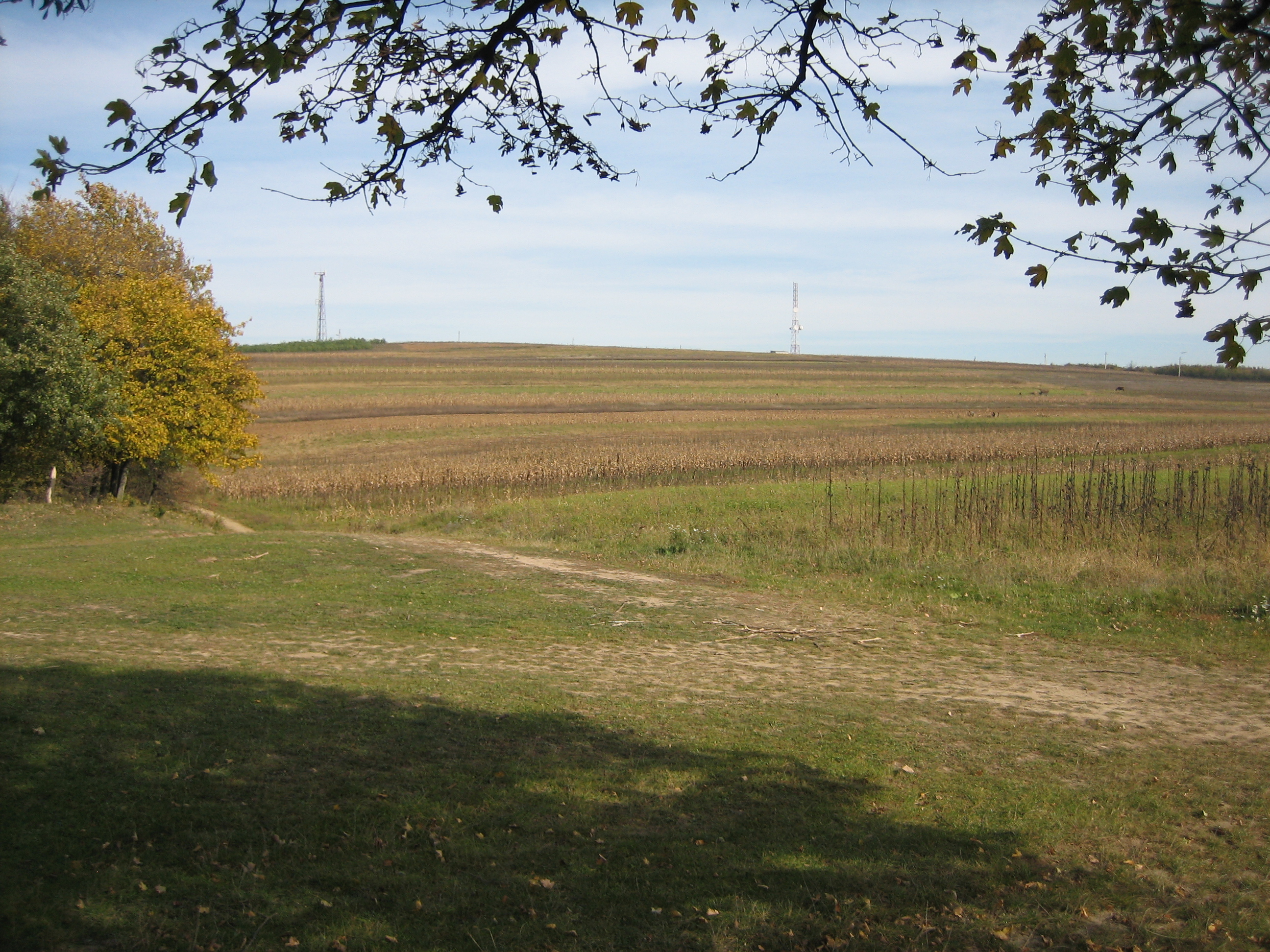
Баланешти

- Географічний центр Молдови — за даними Академії наук Молдови — біля села Онешть (Страшенський район)[1]
(47°17′ пн. ш. 28°32′ сх. д. / 47.283° пн. ш. 28.533° сх. д.)

## Відносно рівня моря
- Найвища точка Молдови — гора Баланешти, Ніспоренський район (430 м)[2]

47°13′03″ пн. ш. 28°05′30″ сх. д. / 47.21750° пн. ш. 28.09167° сх. д.
- Нижня точка — Дністер (2 м).